# 日本中國友好協會
日本中国友好协会是日本的一个民间组织，成立于1950年10月，作为一个国际友好协会致力于加深中日两国各方面的友好关系。1966年起，协会分裂为两个团体，两个团体以协会的名义并存，下文以不同出版物区别两个团体。
日本中国友好协会（《日本与中国》）
公益社团法人日本中國友好协会，简称日中友好协会，是日本的一個民間組織，成立于1950年10月。总部设于東京都台東区駒形金井大厦5层，现有会员5万余人，是所有中日友好团体中唯一一個在日本所有都道府县都有都有会员的全国性组织。机关报是《日本和中国》。现任会长是丹羽宇一郎。与日本共产党的关系相对密切。
日本中国友好协会（《日中友好新闻》）
自1966年从日中友好协会分裂而来，曾被中国政府称为“假日中”，总部设在东京都台东区浅草桥5-2-3 。机关报是《日中友好新闻》。

## 历史
日中友好协会是历史最悠久的日中相关组织之一，在中华人民共和国于1949年10月成立后协会就立即开始筹办成立工作，并于1950年2月发布了《日中公报》，1950年10月1日，在日本東京都一桥由內山完造等人正式籌組創立，协会成立后立即开始了有关在华日本侨民回国和送还中国烈士遗体等工作。协会成立后还在北京、上海等地举行了日本产品展览，同时也在东京、大阪等地举办了中国产品展览，协会还举办了日本歌舞伎市川猿之助的中国公演和中国梅兰芳京剧团的日本公演等文化交流活动。
1965年，协会将目标定为通过青年大交流等各种民间交流活动推动中日邦交正常化。
分裂
1966年2月，日本共产党总书记宫本显治访问中国，得到了毛泽东的接见，并与越南、朝鲜等国的代表团举行了会谈。宫本显治在上海与毛泽东的会谈中提出组建“越南战争统一战线”，但会谈以意见不合告终，日共无法与中共发布联合声明。随着中国共产党和日本共产党的关系恶化，对协会有较大影响的日本共产党开始干涉协会与中国的交流，最终在1966年10月25日，不同意日共政策的一些协会成员成立了“日中友好协会（正统）总部”，协会组织分裂，同时《日中友好新闻》报以日中友好协会的名义与《日本与中国》分开运作。1966年后的出版《日中友好新闻》的日中友好协会曾被中国政府称为“假日中”。
1998年随着中共日共两党和解，中国政府不再称日中友好协会（《日中友好新闻》）为“假日中”，日中友好协会（《日中友好新闻》）也恢复了与中国的官方关系，并与中国国际交流协会、中国日本友好协会建立了友好的关系，中国驻东京大使馆开始派遣代表参加其大会。随着日共中共的关系再度恶化，中国驻东京大使馆不再派遣代表参加大会，但仍保持交流。
日中友好协会（《日本与中国》）参与举行的活动
1984年中华人民共和国成立三十五周年之际，中国邀请了三千名日本青年访问，中日两国进行了大规模的中日青年交流。
1995年到1998年，在时任协会会长的平山郁夫的提倡下，协会进行了对南京城墙的保护修复工作，许多日本青年志愿参加了工作。
1997年，为纪念中日邦交正常化25周年，中日两国的青年们在北京举行了第一次中日友好城市乒乓球大会。中日友好城市乒乓球大会此后每隔五年都会举行一次。
2000年，在协会的参与下， “中国国宝展”在东京国立博物馆举办。2004年6月日本的一些相扑运动员前往了北京、上海等地进行公演。
2023年8月5日，由日中友好协会主办的中日和平友好条约締结四十五周年研讨会举行，中国驻日本大使吴江浩、中日友好协会副会长桥本逸男、宇都宫德一郎、森山沾一、理事长冈崎温等人出席，同时还有一些学生代表现场参加了研讨会，日中友协在日本各地的很多机构也组织了线上观看。
注册
协会（《日本与中国》）於2000年5月得到了日本外务大臣的许可，并于29日以“日本中国友好协会”名义注册为社团法人，2012年4月1日注册为公益性社团法人。

## 日中友好协会（《日本与中国》）歷任會長
| 任次 | 姓名                   | 上任日期  | 參政資歷                           |
| 1    | 松本治一郎 (1887-1966) | 1953年5月 | 日本參議院首任副議長               |
| 2    | 黑田壽男 (1899-1986)   | 1967年6月 | 前日本眾議院議員                   |
| 3    | 宇都宮德馬 (1906-2000) | 1980年9月 | 前日本參、眾議員                   |
| 4    | 平山郁夫 (1930-2009)   | 1992年6月 | 前東京藝術大學校長                 |
| 5    | 加藤纮一 (1939- )      | 2008年7月 | 前內閣官房長官、前日本自民黨幹事長 |
| 6    | 丹羽宇一郎 (1939- )    | 2015年6月 | 前日本駐華大使                     |

## 出版物
两个团体均出版和出售一些关于中日关系和历史的书籍、小册子和DVD。

## 外部連結
- 日本中国友好協會（《中国与日本》）的首頁
- 日本中国友好协会（《日中友好新闻》 ）的首页 （页面存档备份，存于）